# Janusz Edward Mastalski
Janusz Edward Mastalski (Cracóvia, 4 de maio de 1964) é um clérigo católico romano polonês, professor de ciências teológicas, vice-reitor da Pontifícia Universidade de João Paulo II em Cracóvia em 2014-2018, reitor do Seminário Maior da Arquidiocese de Cracóvia em 2017-2019, Bispo auxiliar de Cracóvia desde 2018.

## Vida
Ele nasceu em 4 de maio de 1964 em Cracóvia. Nos anos de 1979 a 1983, ele estudou no Liceum Ogólnokształcące im local . Comissão Nacional de Educação , então nos anos 1983-1989 estudou no seminário de Cracóvia e na Pontifícia Academia de Teologia de Cracóvia. Ele obteve seu mestrado em 1989. Em 7 de Maio de 1988, foi ordenado um diácono pelo Cardeal Franciszek Macharski, Arcebispo Metropolitano de Cracóvia, que em 21 de maio de 1989, também o ordenou ao presbitério. Ele foi incardinado na Arquidiocese de Cracóvia. Em 1995, concluiu os estudos de pós-graduação pedagógica na Universidade Pedagógica de Cracóvia e, em 1996, obteve o diploma de bacharel. Em 1998 defendeu o doutoramento com base na dissertação Implementando o processo de educação catequética . Obteve sua habilitação em 2003 após a apresentação da dissertação Princípios educacionais em catequese . Em 2009 recebeu o título acadêmico de professor.
Em 1989–1991 foi vigário na paróquia de Gdów e em 1991–1994 na paróquia de St. Stephen em Cracóvia. Nos anos 1997-2000 ele foi o reitor de St. Marek em Cracóvia.
Foi funcionário da Pontifícia Academia de Teologia de Cracóvia (então Pontifícia Universidade João Paulo II ) como assistente (desde 1995), professor assistente (desde 1999), professor associado (desde 2006) e professor catedrático (desde 2012). Incluiu palestras de pedagogia geral, didática geral, teoria da educação, pedeutologia, orientações pedagógicas contemporâneas, além de exercícios de teoria da educação. Em 2005, tornou-se chefe do Departamento de Pedagogia Geral. Em 2006-2009, ele foi um delegado universitário no Comitê Universitário de Programas Internacionais na Conferência de Reitores de Universidades Polonesas. Em 2008, coordenou a organização do novo A Faculdade de Ciências Sociais, da qual foi reitor em 2008–2014. Nos anos 2014-2018 foi vice-reitor da Pontifícia Universidade de João Paulo II para os assuntos estudantis e de ensino. Nos anos 2017-2019, foi Reitor do Seminário Maior da Arquidiocese de Cracóvia. Colaborou com a Universidade Pedagógica de Comissão Nacional de Educação em Cracóvia (2004–2010) e o Humanitas College em Sosnowiec (2005–2010).
Em 2003, tornou-se membro da Sociedade Teológica Polonesa e da Associação Polonesa de Catequistas. Em 2004 tornou-se conselheiro e consultor do Conselho das Escolas Católicas. Em 2009, ele se tornou um especialista permanente do Comitê de Acreditação do Estado , e em 2011 um consultor do Conselho Científico da Comissão Episcopal Polonesa. Autor de livros científicos e de ciências populares, bem como de artigos sobre a educação de crianças e jovens. Ministrar formações e cursos para professores e educadores, bem como retiros paroquiais, jovens, seminaristas, clérigos e pessoas consagradas.
Em 3 de dezembro de 2018, o Papa Francisco o nomeou bispo auxiliar da Arquidiocese de Cracóvia com a sé titular de Noba. Ele foi ordenado bispo em 5 de janeiro de 2019 na Catedral de Wawel. Foi consagrado pelo Arcebispo Metropolita de Cracóvia Marek Jędraszewski, assistido pelo Arcebispo Salvatore Pennacchio , Núncio Apostólico na Polônia, e pelo Cardeal Stanisław Dziwisz, Arcebispo Sênior da Arquidiocese de Cracóvia. Como um grito de bispo, ele aceitou as palavras " Dominus spes mea " (o Senhor é minha esperança).